# Autodromo di Franciacorta
Das Autodromo di Franciacorta ist eine 2,519 km lange Motorsport-Rennstrecke, die auf dem Gebiet der Gemeinde Castrezzato in der Provinz Brescia in Italien liegt. Sie ist eine von drei derzeit nach FIA Grad 3 homologierten italienischen Strecken.

## Geschichte

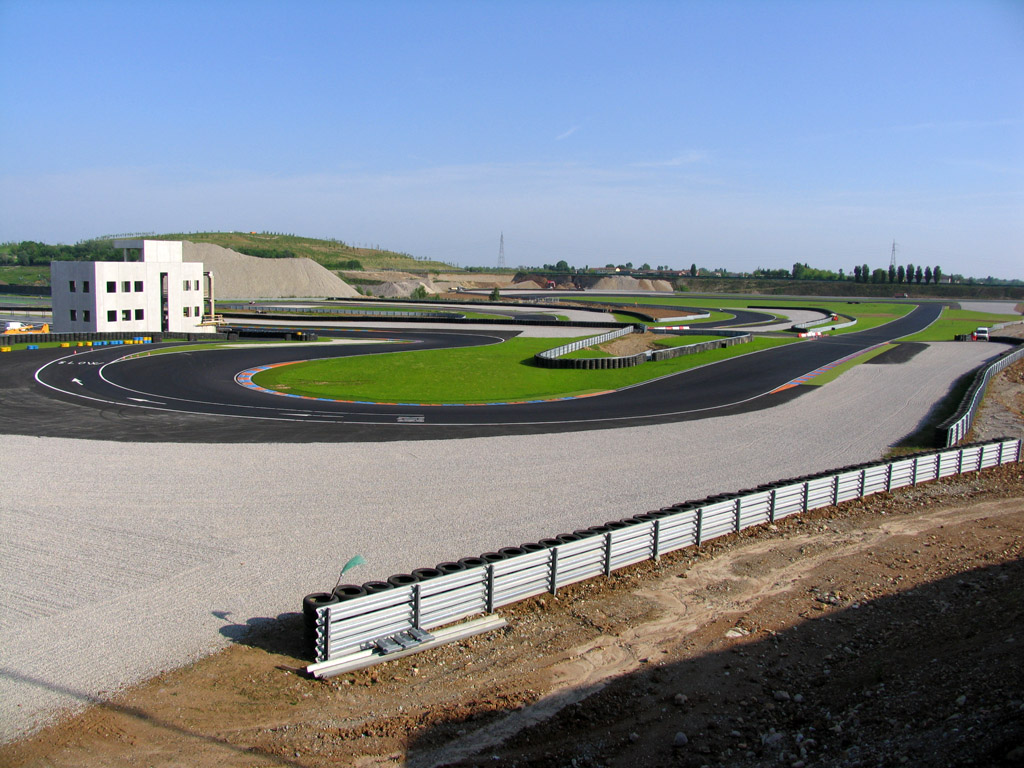
Autodromo di Franciacorta – Bild von 2008

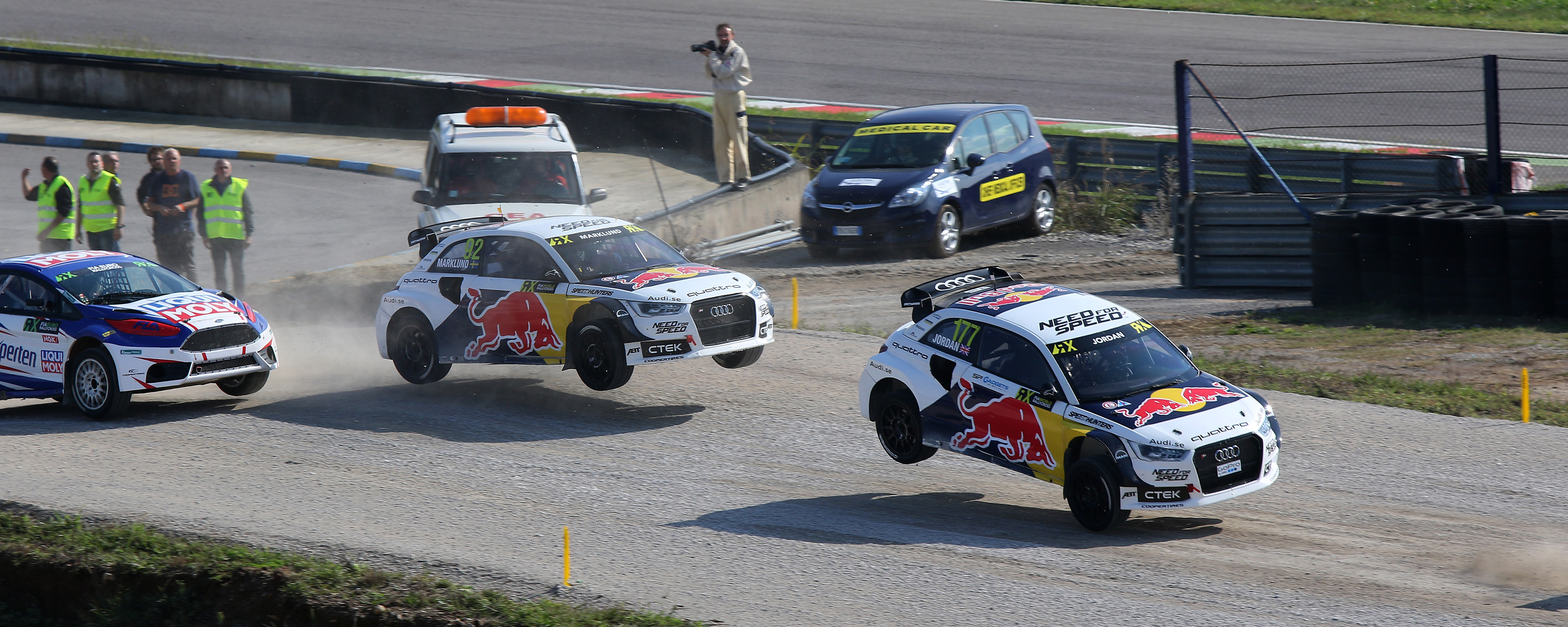
FIA World Rallycross Championship 2015

Das Autodromo di Franciacorta wurde von Gianfranco Agnoletto, der auch das Autodromo Internazionale del Mugello konzipiert hatte, entworfen. Der Bau des 500.000 m² großen Komplexes begann 2005 auf dem Areal eines ehemaligen Steinbruchs, der bis zu zwölf Meter unter der Erdoberfläche lag. Im Jahr 2006 erfolgte die Einweihung.
2015 ging die Streckenbetreibergesellschaft in die Insolvenz und das Autodromo di Franciacorta wurde von der Guardia di Finanza geschlossen. 2017 wurde eine zusätzliche Streckenvariante geschaffen, die die Strecke durch die Umfahrung der Kurven fünf und sechs schneller macht.
Im November 2019 wurde die Rennstrecke von der Porsche AG gekauft und der Name wurde im September 2021 in Porsche Experience Center Franciacorta geändert. Das Autodromo ist das größte Porsche Experience Center weltweit.

## Streckenbeschreibung
Die Rennstrecke wurde von der CSAI für Autorennen bis zur Formel 3000 und von der FMI für Motorradrennen bis zur Superbike-Klasse homologiert. Die zur Anlage gehörende 2020 errichtete Kartbahn ist von der CIK für internationale Wettbewerbe homologiert. Die Strecke selber ist nach FIA-Grad 3 homologiert.

## Veranstaltungen
Im Jahr 2009 wurde auf der Anlage das Motocross of Nations veranstaltet. 2014 und 2015 fand die italienische Runde der FIA World Rallycross Championship auf dem Kurs statt. 2010 wurde der italienische Lauf zum European Touring Car Cup ausgetragen.